# Pałac w Poddębicach
Pałac w Poddębicach – pałac z XVII w. w mieście Poddębice, w powiecie poddębickim, wpisany do rejestru zabytków nieruchomych województwa łódzkiego.
Pałac wybudowany w stylu renesansowym na początku XVII w. z fundacji Zygmunta Grudzińskiego (1560–1618) herbu Grzymała, żonatego z Barbarą Karśnicką herbu Jastrzębiec (zm. po 1625). Na sklepieniach kaplicy znajdują się herby dawnych właścicieli: Pomian, Rola, Grzymała i Jastrzębiec. W latach 20. XX w. właścicielem pałacu był Władysław Wyssogota-Zakrzewski. Obiekt jest częścią zespołu pałacowego z pierwszej połowy XVII w., przebudowanego w drugiej połowie XIX w., w skład którego wchodzą: pałac z kaplicą oraz park z zadrzewieniem przy kościele ewangelickim.

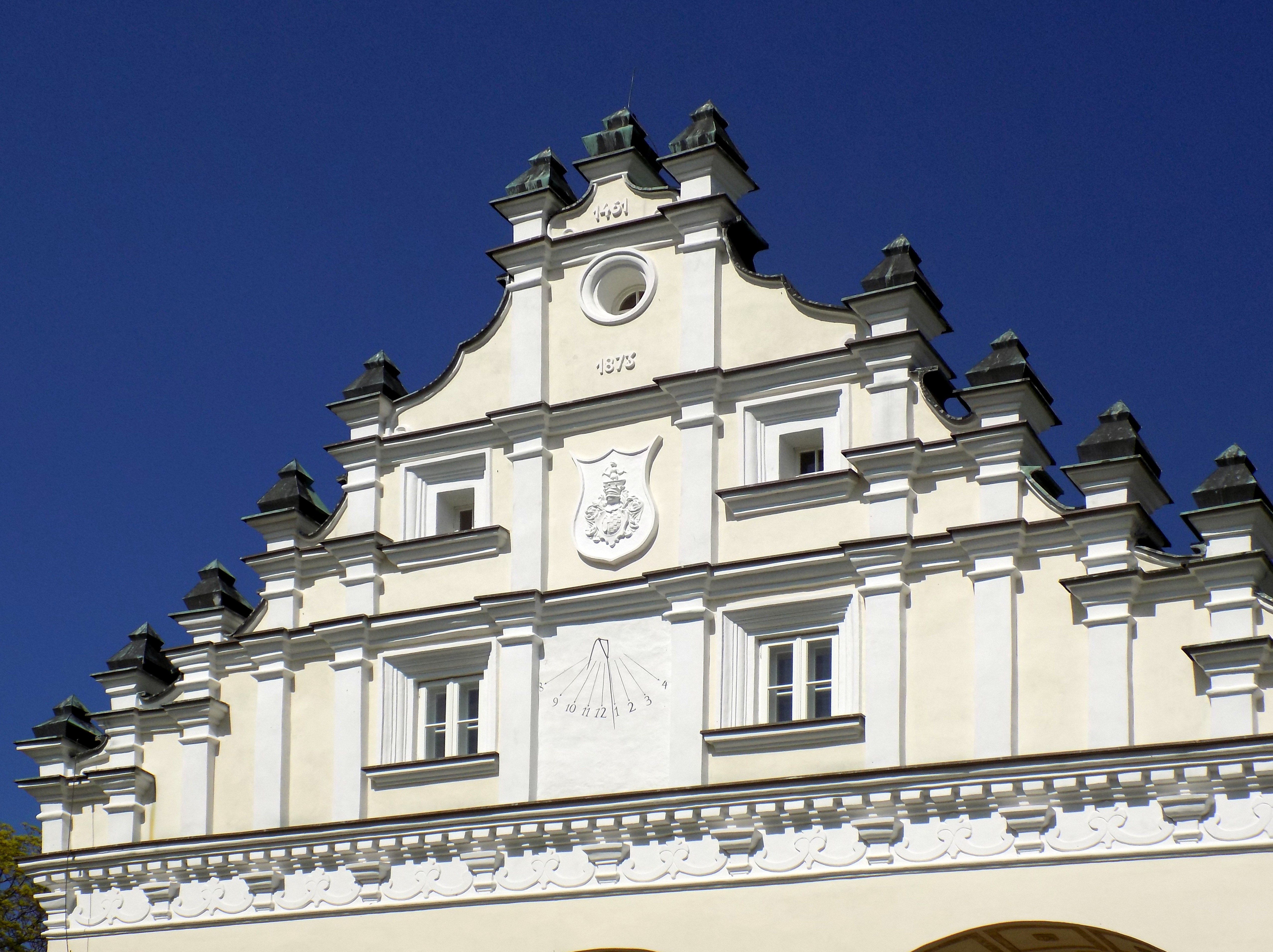
Szczyt z herbem Wyssogota
Herb Władysława Wyssogoty
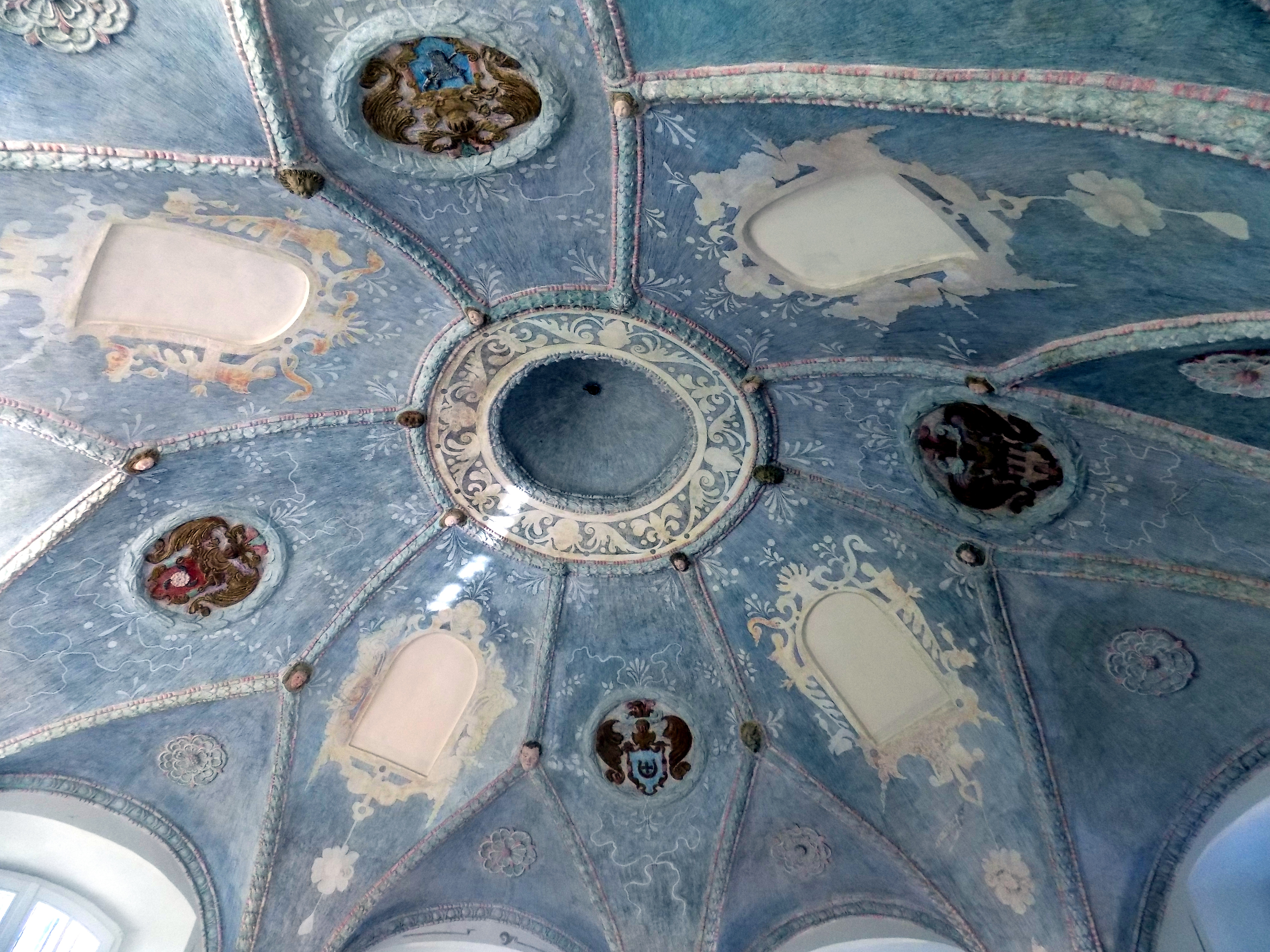
Herby Pomian, Rola, Grzymała, Jastrzębiec.
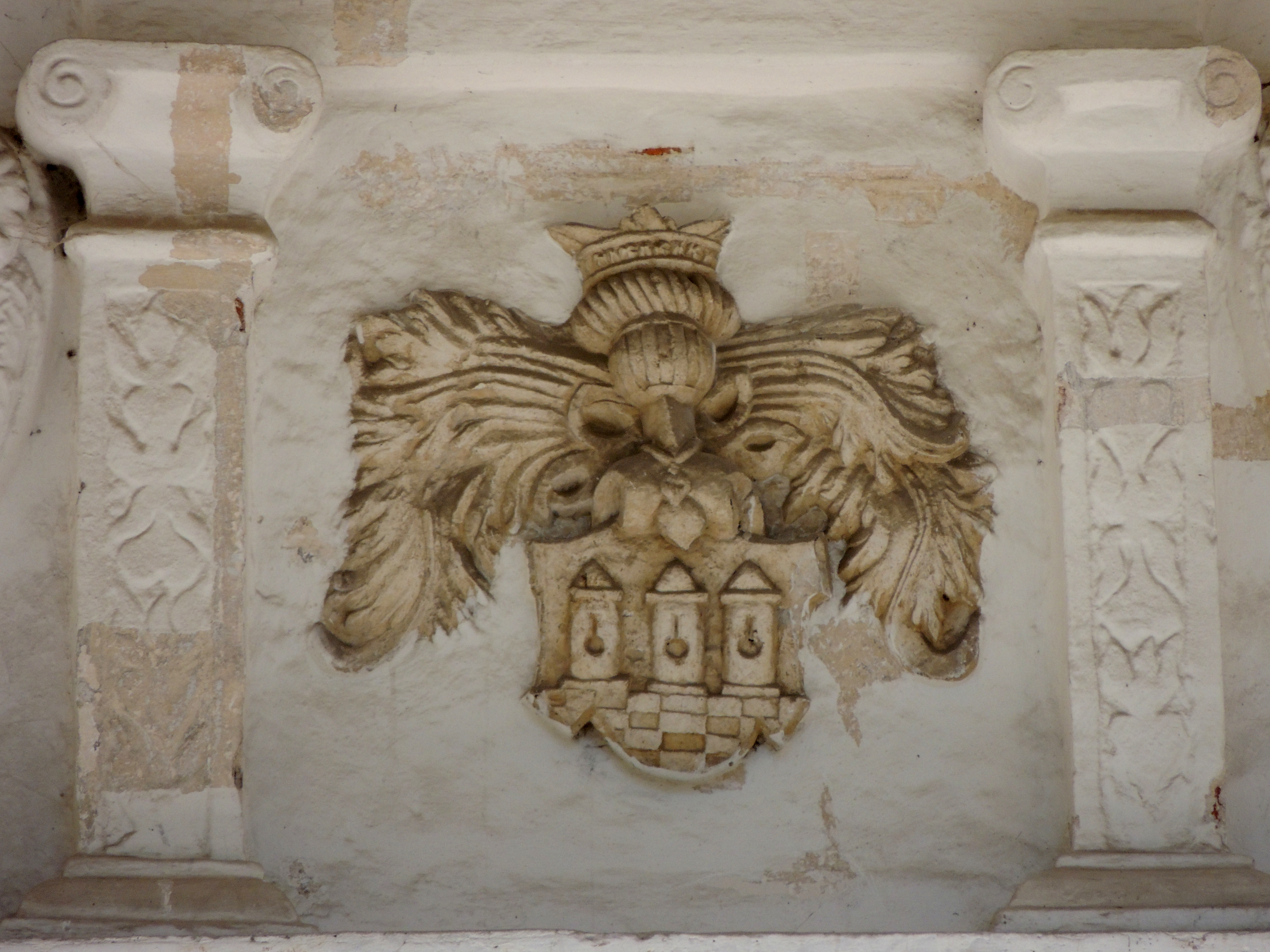
Herb Grzymała
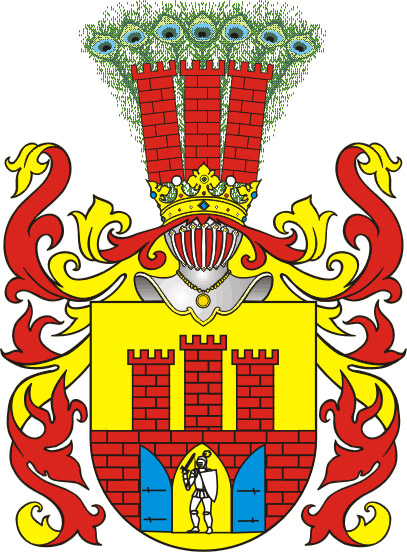
Herb Grzymała Z. Grudzińskiego
Herb Jastrzębiec B. Karśnickiej